# Chromatomyia scabiosella
Chromatomyia scabiosella este o specie de muște din genul Chromatomyia, familia Agromyzidae, descrisă de Beiger în anul 2001.
Este endemică în Polonia. Conform Catalogue of Life specia Chromatomyia scabiosella nu are subspecii cunoscute.